# Juan Carlos Real Ruiz
Juan Carlos Real Ruiz (La Coruña, 15 marzo 1991) è un calciatore spagnolo, centrocampista del Real Murcia.

## Caratteristiche tecniche
È un trequartista.

## Carriera

### Club
Ccresciuto nelle giovanili del Deportivo La Coruña, ha esordito in prima squadra il 7 settembre 2011 in un match di Coppa del Re vinto 5-1 contro il Girona.

## Statistiche

### Presenze e reti nei club
Statistiche aggiornate al 16 gennaio 2018.
| Stagione        | Squadra             | Campionato      | Campionato | Campionato | Coppe nazionali | Coppe nazionali | Coppe nazionali | Coppe continentali | Coppe continentali | Coppe continentali | Altre coppe | Altre coppe | Altre coppe | Totale | Totale | Totale |
| Stagione        | Squadra             | Comp            | Pres       | Reti       | Comp            | Pres            | Reti            | Comp               | Pres               | Reti               | Comp        | Pres        | Reti        | Pres   | Reti   |        |
| --------------- | ------------------- | --------------- | ---------- | ---------- | --------------- | --------------- | --------------- | ------------------ | ------------------ | ------------------ | ----------- | ----------- | ----------- | ------ | ------ | ------ |
| 2011-2012       | Deportivo La Coruña | SD              | 1          | 0          | CR              | 4               | 0               |                    | -                  | -                  |             | -           | -           | 5      | 0      |        |
| 2012-gen. 2013  | Deportivo La Coruña | PD              | 0          | 0          | CR              | 0               | 0               |                    | -                  | -                  |             | -           | -           | 0      | 0      |        |
| gen.-giu. 2013  | Huesca              | SD              | 10         | 1          | CR              | 0               | 0               |                    | -                  | -                  |             | -           | -           | 10     | 1      |        |
| 2013-2014       | Deportivo La Coruña | SD              | 28         | 3          | CR              | 2               | 0               |                    | -                  | -                  |             | -           | -           | 30     | 3      |        |
| 2014-gen. 2015  | Deportivo La Coruña | PD              | 2          | 0          | CR              | 2               | 0               |                    | -                  | -                  |             | -           | -           | 4      | 0      |        |
| Totale CFR Cluj | Totale CFR Cluj     | Totale CFR Cluj | 31         | 3          |                 | 8               | 0               |                    | -                  | -                  |             | -           | -           | 39     | 3      |        |
| gen.-giu. 2015  | Tenerife            | SD              | 19         | 1          | CR              | 0               | 0               |                    | -                  | -                  |             | -           | -           | 19     | 1      |        |
| 2015-2016       | CFR Cluj            | L1              | 15         | 6          | CR+CL           | 3+0             | 1+0             |                    | -                  | -                  |             | -           | -           | 18     | 7      |        |
| 2016-2017       | CFR Cluj            | L1              | 24         | 1          | CR+CL           | 3+1             | 0               |                    | -                  | -                  | SR          | 1           | 0           | 29     | 1      |        |
| Totale CFR Cluj | Totale CFR Cluj     | Totale CFR Cluj | 39         | 7          |                 | 7               | 1               |                    | -                  | -                  |             | 1           | 0           | 47     | 8      |        |
| 2017-2018       | Tenerife            | SD              | 20         | 5          | CR              | 3               | 3               |                    | -                  | -                  |             | -           | -           | 23     | 8      |        |
| Totale Carriera | Totale Carriera     | Totale Carriera | 119        | 17         |                 | 18              | 4               |                    | -                  | -                  |             | 1           | 0           | 138    | 21     |        |

## Palmarès
- Segunda División: 1

Deportivo La Coruña: 2011-2012
- Coppa di Romania: 1

CFR Cluj: 2015-2016